# Viktor Zjdanov
Viktor Zjdanov (ukrainska: Ві́ктор Петро́вич Жда́нов), född 3 mars 1968, är en ukrainsk teater-, film- och TV-skådespelare. Han är en förtjänt konstnär i Ukraina.

## Biografi
Viktor Petrovych Zhdanov föddes den 3 mars 1968 i byn Kyselivka i Kherson Oblast. Han tog examen från Kherson Vocational College of Culture and Arts 1986. Mellan 1986 och 1988 var han skådespelare vid Kherson Puppet Theater.
Mellan 1988 och 1997 var han en del av Regional Academic Musical-Dramatic Theatre Mykola Kulish. Mellan 1997 och 1998 var han en del av Maikop Russian Drama Theater i Adygea.
År 2000 gick han med i Donetsk National Academic Ukrainian Musical and Drama Theatre. Han och hans familj flyttade till Kiev efter ockupationen av Donetsk 2014.
Samma år började han arbeta för Kyiv Academic Theatre of Drama and Comedy på vänster sida av Dnieper. Han började spela i filmer efter ankomsten till Kiev. Sedan 2022 arbetar han på Ivan Franko National Academic Drama Theater.

## Utmärkelser
Zhdanov vann kategorin Bästa skådespelare vid Golden Key Festival för sin roll som Holstomer i pjäsen Istoriya konya (ukrainska: Історія коня). Han vann kategorin Bästa manliga biroll vid festivalen Theatrical Donbass och den internationella festivalen Melpomene of Tavria för sin roll som Osgood Fielding III i pjäsen U dzhazi til'ky divchata (ukrainska: У джазі тільки дівчата). År 2009 utsågs han till Ukrainas förtjänstfulla konstnär. År 2018 fick han en Golden Dzyga för bästa manliga biroll för sin roll i filmen Cyborgs från 2017. År 2020 fick han en Golden Dzyga för bästa manliga biroll för sin roll i filmen Volcano från 2018.